# Loza Abera
Loza Abera Geinore (Durame, Etiopía, 2 de octubre de 1997) es una futbolista profesional etíope que juega como delantera. Actualmente, 2024, milita en el Virginia Marauders FC femenino de la USL W-League de Estados Unidos. Antes jugó en el Ethiopia Nigd Bank (CBE S.A.), equipo de la Ethiopian Women's Premier League. Es también internacional con la Selección nacional de Etiopía, donde ejerce la capitanía.

## Trayectoria
Empezó en el fútbol a los seis años y jugó en equipos masculinos. En 2011, con 14 años, participó en el torneo  The All Ethiopian games, con el combinado que representaba a su región. Los siete goles que marcó llamaron la atención a los reclutadores de la Selección Nacional Femenina de Etiopía.

### En Etiopía
En 2012 se incorporó a su primer club profesional, Hawassa City S.C. Women. En las dos temporadas que jugó, fue su máxima goleadora y contribuyó a conseguir los dos terceros puestos del club en la Liga etíope.
Tras una invitación del entrenador Asrat Abate, fichó por el Dedebit FC Women (ya desaparecido). Estuvo cuatro años, ganando la Liga y siendo su máxima goleadora. En la temporada 2015-16 hizo 57 dianas.
A pesar de las lucrativas ofertas de equipos de fuera, priorizó su formación. Cursó estudios en la escuela de comercio de la Universidad de Adís Abeba mientras jugaba en clubs de la zona.
En 2018 jugó unos meses en Suecia, en el Kungsbacka DFF, pero a mitad de la temporada volvió a su país para fichar por el Adama City, al que ayudó a ganar su primer título de Liga.
Después de seis temporadas, ha marcado más de 200 goles y posee el récord histórico de goles de la liga de su país. En noviembre de 2020 se incorporó al Ethiopia Nigd Bank (CBE S.A.) donde estuvo cuatro años.

### En el extranjero
Jugó una corta etapa en Suecia, en 2018, en el Kungsbacka DFF al que ayudó a ganar un título regional y ascender a la máxima categoría. Dejó el club al final de la temporada por motivos económicos.
En septiembre de 2019 fichó por el Birkirkara FC (femenino) de Primera División Femenina de Malta, lo que se considera el primer contrato profesional de una jugadora etíope. Terminó su primera temporada como máxima goleadora del campeonato con 30 goles en 12 partidos. Tras volver a jugar cuatro años en su país, en 2023 se marchó a Estados Unidos militando en el Virginia Marauders FC femenino. 

## Reconocimientos
En 2020 ganó el premio de la Asociación de Futbolistas de Malta.El 23 de noviembre de 2020 fue incluida en la lista de 100 Women de la BBC, que reconoce a las 100 mujeres más influyentes e inspiradoras de todo el mundo ese año.